# Shawty is a freak
Shawty is a freak is een lied van de Nederlandse rapper Henkie T in samenwerking met de Belgische rapper Bryan Mg en Nederlandse rapper Yssi SB en Nederlandse producer Frnkie. Het werd in 2020 als single uitgebracht en stond in hetzelfde jaar als elfde track op het album Netwerk van Henkie T. 

## Achtergrond
Shawty is a freak is geschreven door Bryan Mumvudi Gazombo, Henk Mando, Ychano Hunt en Ivano Leonard Biharie en geproduceerd door Frnkie. Het is een nummer uit het genre nederhop. Het lied gaat over een vrouw die met de liedverteller wil zijn wegens zijn geld en faam. Op de B-kant van de single staat een instrumentale versie van het nummer. De single heeft in Nederland de gouden status.
Het is de eerste keer dat alle artiesten samen tegelijk op een lied te horen zijn, maar onderling is er meerdere keren met elkaar samen gewerkt. Zo was Henkie T eerder al te horen met Bryan Mg op Get it all en hadden Henkie T en Yssi SB samen de hit Paper zien. Henkie T en Yssi SB herhaalden de samenwerking onder meer op Havana, Miss u en Monogram.

## Hitnoteringen
De artiesten hadden succes met het lied in Nederland. Het piekte op de 23e plaats van de Single Top 100 en stond negen weken in deze hitlijst. De Top 40 werd niet bereikt; het lied bleef steken op de achtste plaats van de Tipparade.